# Thalassostygius exiguus
Thalassostygius exiguus is een vlokreeftensoort uit de familie van de Maeridae. De wetenschappelijke naam van de soort is voor het eerst geldig gepubliceerd in 1990 door Vonk.